# Trevor Keels

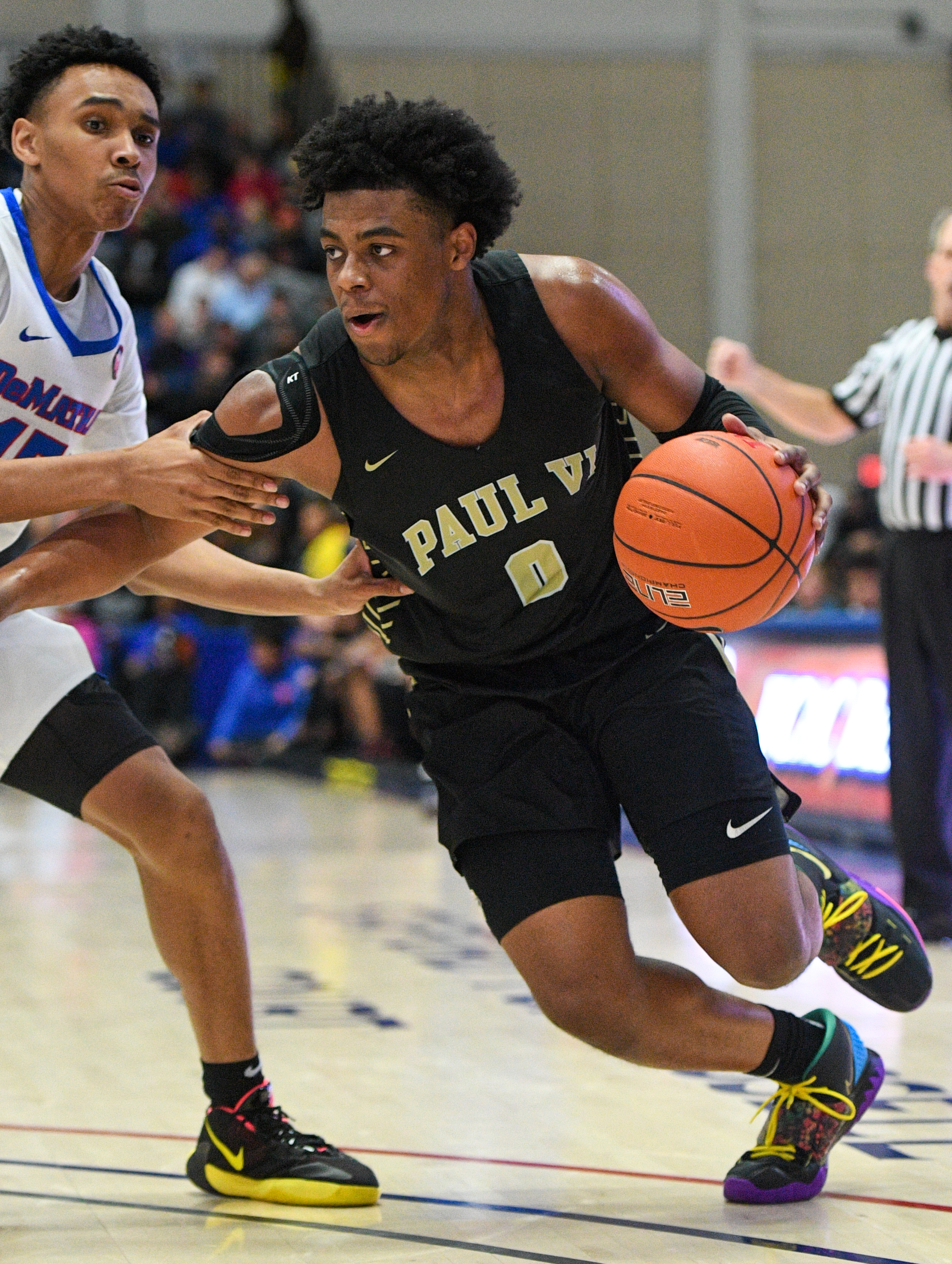
Trevor Keels, 2020.

Trevor Jamaal Keels, född 26 augusti 2003 i Clinton i Maryland, är en amerikansk professionell basketspelare (SG) som spelar för Minnesota Timberwolves i National Basketball Association (NBA). Han har tidigare spelat för New York Knicks.
Keels draftades av New York Knicks i andra rundan i 2022 års draft som 42:a spelare totalt.
Innan han blev proffs studerade Keels vid Duke University och spelade för deras idrottsförening Duke Blue Devils.